# 菅忠雄
菅 忠雄（すが ただお、1899年〈明治32年〉2月5日 - 1942年〈昭和17年〉7月9日）は、日本の小説家、編集者。東京市（後の東京都）出身。号は龍洞。父はドイツ語学者の菅虎雄、妻は神奈川県厚木市の知的障害者入所施設・紅梅学園の創立者の菅寿子。代表作は『銅鑼』『小山田夫婦の焦眉』など。

## 経歴
学問の道を勧める父に従い、上智大学文科予科でドイツ語を学んだが、中学時代の家庭教師であった芥川龍之介の影響などで文学に関心を寄せており、小説家を志して中退した。
1921年（大正10年）、大佛次郎らと同人誌『潜在』を発行。後に父の紹介で菊池寛や久米正雄を知り、2人の斡旋により1924年（大正13年）、文藝春秋社の客員として編集に携わった。同1924年に川端康成らと文芸雑誌『文藝時代』を創刊。後に雑誌『文藝春秋』の編集長も務めた。小説家としても、いくつかの短編小説を発表し、1930年（昭和5年）には『新進傑作小説全集』第13巻として『関口次郎集・菅忠雄集』が出版されるなど、名の通る存在となっていた。
翌1931年（昭和6年）に結婚し、神奈川県鎌倉町（後の鎌倉市）で結婚生活を営んだ。出版や創作に深く傾斜した菅にとって、結婚もまた仕事と切り離すことのできないものであり、京都で編集の仕事があるとの理由で新婚旅行の行き先を関西に決め、旅行では奈良で一泊後、京都で仕事をこなして自宅へ引き返すのみであった。同1931年、文藝春秋社の雑誌『オール讀物』の編集長に就任した。1933年（昭和8年）、父の親友である夏目漱石との幼少時の思い出を綴った『ナツメノオジサン わたしの偏奇館』を『時事新報』紙上に発表し、作家としての地位も安定したものとなった。私生活では一男一女に恵まれた。
しかし幼少時から喘息を患っていた身でありながら、出勤すれば終電まで仕事か酒で、深夜の帰宅も珍しくない生活を送った末に、1938年（昭和13年）に肺結核で倒れ、慶應義塾大学病院に入院した。その後も見舞い客と共に飲みに行くなど無茶を繰り返したため、病状は好転しなかった。3年後に東北帝国大学医学部附属病院（後の東北大学病院）に転院し、闘病の末、1942年に肺結核により同病院で死去した。満43歳没。葬儀は文藝春秋社で社葬として執り行われた。
没後、菅の幼友達であった俳人の高浜年尾は、自著の中で菅との思い出を著し、『文藝春秋』編集長であった鷲尾洋三も自著の中で、自身の入社当時の編集長であった菅を偲んだ。